# Ski Tour Canada
Ski Tour Canada byla série závodů v běhu na lyžích, obdoba populárního Tour de Ski. Konala se v roce 2016 jako součást Světového poháru v běhu na lyžích 2015/16. Od 1. do 12. března 2016  běžci na lyžích bojovali v 8 etapách: tři sprinty, dva stíhací závody, skiatlon, klasický závod s hromadným startem a individuální bruslařský závod.

## Program Ski Tour Canada
- 1.3.  Sprint volně, Gatineau
- 2.3.  13 a 20 km klasicky, hromadný start, Montreal
- 4.3.  Sprint volně, Quebec
- 5.3.  10 a 15 km volně, stíhací závod, Quebec
- 8.3.  Sprint klasicky, Canmore
- 9.3.  Skiatlon, 2x 7,5 km a 2x 15 km, Canmore
- 11.3. 10 a 15 km volně, Canmore
- 12.3. 10 a 15 km klasicky, stíhací závod, Canmore

## Etapy
| Pořadí | Závodník            | Čas     |
| ------ | ------------------- | ------- |
| 1      | Sergej Usťugov      | 3:09,36 |
| 2      | Richard Jouve       | +0,08   |
| 3      | Simeon Hamilton     | +0,09   |
| 4      | Finn Hågen Krogh    | +0,13   |
| 5      | Ola Vigen Hattestad | +0,71   |
| --     | --                  | --      |
| 55     | Martin Jakš         | DNQ     |
| 80     | Lukáš Bauer         | DNQ     |

| Pořadí | Závodnice                   | Čas     |
| ------ | --------------------------- | ------- |
| 1      | Maiken Caspersen Fallaová   | 3:34,00 |
| 2      | Stina Nilssonová            | +0,73   |
| 3      | Jessica Digginsová          | +0,87   |
| 4      | Heidi Wengová               | +1,20   |
| 5      | Ingvild Flugstad Østbergová | +1,30   |
| --     | --                          | --      |
| 11     | Petra Nováková              |         |

| Pořadí | Závodník            | Čas     |
| ------ | ------------------- | ------- |
| 1      | Sergej Usťugov      | 3:09,36 |
| 2      | Richard Jouve       | +0,08   |
| 3      | Simeon Hamilton     | +0,09   |
| 4      | Finn Hågen Krogh    | +0,13   |
| 5      | Ola Vigen Hattestad | +0,71   |
| --     | --                  | --      |
| 55     | Martin Jakš         | DNQ     |
| 80     | Lukáš Bauer         | DNQ     |

| Pořadí | Závodnice                   | Čas     |
| ------ | --------------------------- | ------- |
| 1      | Maiken Caspersen Fallaová   | 3:34,00 |
| 2      | Stina Nilssonová            | +0,73   |
| 3      | Jessica Digginsová          | +0,87   |
| 4      | Heidi Wengová               | +1,20   |
| 5      | Ingvild Flugstad Østbergová | +1,30   |
| --     | --                          | --      |
| 11     | Petra Nováková              |         |

| Pořadí | Závodník               | Čas     |
| ------ | ---------------------- | ------- |
| 1      | Emil Iversen           | 45:05,4 |
| 2      | Petter Northug         | +5,3    |
| 3      | Sergej Usťugov         | +14,5   |
| 4      | Martin Johnsrud Sundby | +39,8   |
| 5      | Maxim Vylegžanin       | +51,4   |
| --     | --                     | --      |
| 33     | Lukáš Bauer            | +2:43,9 |
| 51     | Martin Jakš            | +4:13,4 |

| Pořadí | Závodnice                 | Čas     |
| ------ | ------------------------- | ------- |
| 1      | Therese Johaugová         | 30:05,6 |
| 2      | Heidi Wengová             | +1:00,3 |
| 3      | Astrid Jacobsenová        | +1:09,8 |
| 4      | Maiken Caspersen Fallaová | +1:42,0 |
| 5      | Justyna Kowalczyková      | +1:42,8 |
| --     | --                        | --      |
| 19     | Petra Nováková            | +2:31,1 |

| Pořadí | Závodník               | Čas     |
| ------ | ---------------------- | ------- |
| 1      | Emil Iversen           | 45:05,4 |
| 2      | Petter Northug         | +5,3    |
| 3      | Sergej Usťugov         | +14,5   |
| 4      | Martin Johnsrud Sundby | +39,8   |
| 5      | Maxim Vylegžanin       | +51,4   |
| --     | --                     | --      |
| 33     | Lukáš Bauer            | +2:43,9 |
| 51     | Martin Jakš            | +4:13,4 |

| Pořadí | Závodnice                 | Čas     |
| ------ | ------------------------- | ------- |
| 1      | Therese Johaugová         | 30:05,6 |
| 2      | Heidi Wengová             | +1:00,3 |
| 3      | Astrid Jacobsenová        | +1:09,8 |
| 4      | Maiken Caspersen Fallaová | +1:42,0 |
| 5      | Justyna Kowalczyková      | +1:42,8 |
| --     | --                        | --      |
| 19     | Petra Nováková            | +2:31,1 |

| Pořadí | Závodník       | Čas     |
| ------ | -------------- | ------- |
| 1      | Baptiste Gros  | 3:36,26 |
| 2      | Alex Harvey    | +0,55   |
| 3      | Sergej Usťugov | +0,79   |
| 4      | Petter Northug | +1,91   |
| 5      | Maciej Staręga | +2,12   |
| --     | --             | --      |
| 50     | Martin Jakš    | DNQ     |
| 77     | Lukáš Bauer    | DNQ     |

| Pořadí | Závodnice                   | Čas     |
| ------ | --------------------------- | ------- |
| 1      | Stina Nilssonová            | 3:37,15 |
| 2      | Maiken Caspersen Fallaová   | +0,11   |
| 3      | Heidi Wengová               | +0,56   |
| 4      | Ingvild Flugstad Østbergová | +1,09   |
| 5      | Astrid Jacobsenová          | +1,57   |
| --     | --                          | --      |
| 23     | Petra Nováková              |         |

| Pořadí | Závodník       | Čas     |
| ------ | -------------- | ------- |
| 1      | Baptiste Gros  | 3:36,26 |
| 2      | Alex Harvey    | +0,55   |
| 3      | Sergej Usťugov | +0,79   |
| 4      | Petter Northug | +1,91   |
| 5      | Maciej Staręga | +2,12   |
| --     | --             | --      |
| 50     | Martin Jakš    | DNQ     |
| 77     | Lukáš Bauer    | DNQ     |

| Pořadí | Závodnice                   | Čas     |
| ------ | --------------------------- | ------- |
| 1      | Stina Nilssonová            | 3:37,15 |
| 2      | Maiken Caspersen Fallaová   | +0,11   |
| 3      | Heidi Wengová               | +0,56   |
| 4      | Ingvild Flugstad Østbergová | +1,09   |
| 5      | Astrid Jacobsenová          | +1,57   |
| --     | --                          | --      |
| 23     | Petra Nováková              |         |